# 植木秀長
植木 秀長（うえき ひでなが）は、戦国時代の武将。備中国の国人。呰部城主のち佐井田城主。

## 出自
備中植木氏は武蔵七党児玉党から派生して室町時代には備中守護代なども務めた庄氏の支族である。従来、植木秀長は庄氏関連系図では庄為資の弟で植木一族の祖である植木藤資の息子とされていたが、為資の実働期間よりも秀長の活動期間のほうが早い点などから為資の甥と位置づける系図との矛盾が指摘され始め、
近年の研究では庄氏北家の庄資信（庄藤右衛門尉）が呰部庄植木を領して「植木殿」と呼ばれ、その子・秀長の代から植木姓を称したという説が有力視されている。

## 生涯

### 家督継承
細川京兆家に仕え、備中守護代も務めた庄資信の子として誕生。長じて前述のように秀長の代より領した地名からとって「植木」の姓を名乗るようになった。
永正8年（1511年）8月、淀堤の戦いに父の代官として出陣し三好之長に味方して大内義興の軍勢と争い一番槍の功を挙げたのが初陣であり、この時18歳であったという。資信は在京賄領として和泉国にも拠点を持っており、ここを拠点にしてこの淀堤の戦いに参じたものと見られる。
天文2年（1533年）に尼子晴久が備中に侵攻してきた時は尼子に対抗し、庄為資と共に尼子に付いた上野頼氏の拠る備中松山城を攻め立て頼氏を討ち、秀長の弟・若林資行は大松山を攻略し上野右衛門を討った。これ以後、備中松山城は為資が、猿掛城は穂井田実近が領する事となった。

### 三村氏に下る
その後の為資は備中で尼子と戦っており、一時松山城を追われ備後国まで退避した後に奪い返したりと目まぐるしい攻防があったが、この間の秀長の動向は不明である。その後、抵抗しきれずに尼子へと味方したようで、天文16年（1547年）に尼子軍と三浦貞久が戦った際、備中呰部の植木氏の所領が戦場になっており、この時三浦軍は敗退したが、秀長はこの後も失領していないため既に尼子に臣従していた可能性が高い。
毛利元就の支援を受けて備中で日の出の勢いの三村家親と尼子方の為資との対立が表面化すると、天文21年（1552年）に矢掛合戦が勃発し、三村・毛利連合軍とこれに対抗する為資ら反毛利勢力が衝突し、緒戦は為資が勝ったがやがて追い詰められ和睦。和睦の条件として猿掛城の穂井田実近の養子に荘元祐（三村家親長男）が入って猿掛城主となり、松山城は名目上は庄為資の持城であったが三村家親が入城して、今後の尼子の戦いを見越して庄一族の動きを監視しながら滞在する事になった。これにより、草壁庄やその周辺の庄一族は三村一族である元祐の指揮下に入れられ、庄一族の勢力は大幅に衰退した。
ただ、秀長は臣従していなかったようで、天文21年（1551年）10月5日に室町幕府13代将軍足利義輝の側近・細川藤孝より天文20年（1550年）に戦によって得た700貫文の所領の安堵を受けており、この頃には備中を含めた8ヶ国守護となった尼子晴久の家臣であると中央にも認識されていたようである。天文23年（1554年）8月の時点でも植木氏と縁の深い大森神社が尼子誠久の寄進を受けている。しかし、尼子の衰退が著しくなると植木氏も三村の傘下に入ることになった。

### 三村から離反
この後、秀長は新たに佐井田城を築いて以後の植木一族の本拠としたようだが時期は不明である。永禄10年（1567年）の明善寺合戦では三村元親が備前国の宇喜多直家と戦ったが秀長も『備前軍記』には三村方に交名が有り、これに敗れた後に佐井田城に籠城したものの宇喜多忠家率いる9,000の兵に囲まれた為、降伏して宇喜多氏へと鞍替えしたという。
永禄12年（1569年）11月、三村元親は毛利へと援軍を要請し毛利元清・熊谷信直らを加えた軍団で佐井田城攻略を狙った。三村・毛利軍の包囲を受けた佐井田城では徐々に兵糧が欠乏し、窮地に立たされた秀長は夜陰に紛れて脱出させた嶺本与一兵衛を使者として宇喜多直家に援軍を要請した。これを受けて直家は戸川秀安を派遣し、12月に城を囲む三村・毛利軍と交戦し、穂井田実近を討ち取り三村元親を負傷撤退させるなど快勝し、首級を多数挙げた。
しかしながら、この後より各書物で秀長の名は出なくなり、嫡子・秀資が佐井田城主に切り替わっており、秀長は佐井田城の戦いの後ほどなくして死去したと推測される。

## 佐井田城築城の時期について
『西国太平記』によれば秀長は永正14年（1517年）に佐井田城を築いたと記述があるが、実在の史料では確認が取れない。秀長が天文18年（1549年）に福田神社に大銅鐸を寄進したが、その銘も「呰部城主植木下総守」と書かれており、その為佐井田城の建築は早くとも天文年間末頃以降である。